# Lixus pulverulentus
Lixus pulverulentus (лат.) — вид жуков из семейства долгоносиков.
Размер составляет около 5,5 мм. Окраска зелёно-коричневая.
Водятся в Европе (включая Иберийский полуостров) и в бассейне Средиземного моря. Последнее сообщение о присутствии представителей вида в Великобритании пришло из Hastings Country Park. В настоящее время они считаются исчезнувшими в этой стране.